# Björn Koll

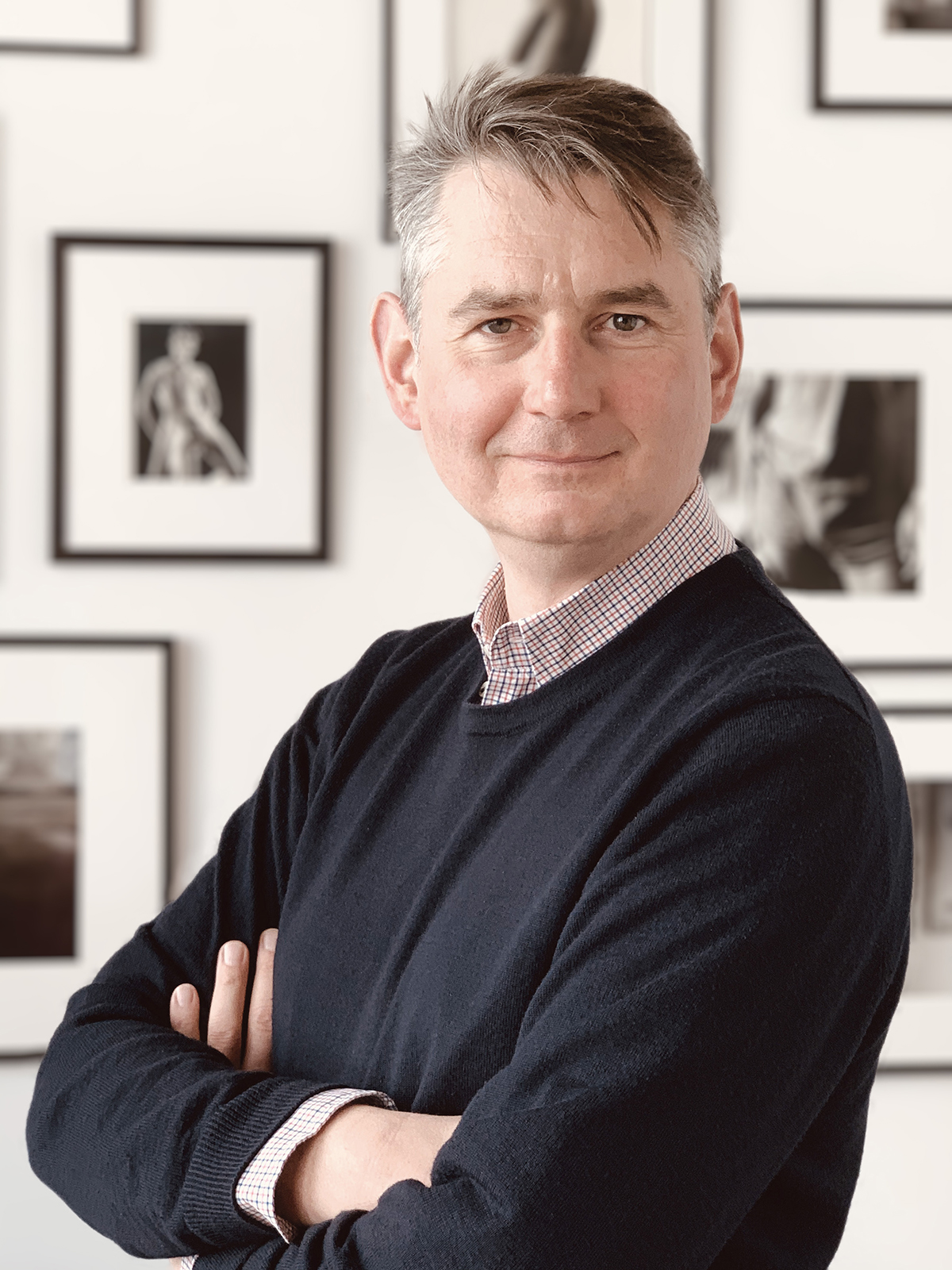
Porträt des Medienunternehmers und Stifters Björn Koll aus dem Jahr 2020

Björn Koll (geboren 1968 in Kiel) ist ein deutscher Medienunternehmer, Filmverleiher, Filmproduzent, Verleger und Stifter. Er ist Eigentümer der Salzgeber & Co. Medien GmbH, war von 1994 bis 2023 deren geschäftsführender Gesellschafter. Björn Koll ist Stifter und Vorstand der Queeren Kulturstiftung in Berlin.

## Leben und Wirken
Björn Koll wuchs in Lüneburg auf. Nach dem Abschluss von Abitur und Grundwehrdienst studierte er ab 1987 Theater-, Film und Fernsehwissenschaften, Betriebswirtschaftslehre und Psychologie an der Freien Universität Berlin, brach jedoch sein Studium nach wenigen Semestern ab.
1988 hospitierte er bei Götz Friedrich am Theater des Westens in der Inszenierung Porgy and Bess von George Gershwin und 1990 an der Deutschen Oper Berlin bei Das verratene Meer von Hans Werner Henze sowie Lohengrin von Richard Wagner. Ab 1989 drehte er eigene Kurzfilme und arbeitete in der Edition Salzgeber. In der Edition Salzgeber übernahm er im April 1994 als Eigentümer zusammen mit Kurt Kupferschmid die Geschäftsführung der neu gegründeten Salzgeber & Co. Medien GmbH. Im August 1994 starb Manfred Salzgeber, 2007 schied Kurt Kupferschmid aus der Geschäftsführung aus, sodass Björn Koll die alleinige Leitung übernahm. Im April 2023 gab er nach mehr als 30 Jahren die Geschäftsführung der Salzgeber und Co. Medien GmbH an Jakob Kijas und Jürgen Pohl ab.
Als Geschäftsführer der Salzgeber Medien GmbH baute er den Filmverleih auf, der engagierte und experimentelle Filme, Erstlingsfilme, Dokumentarfilme und internationale Arthausproduktionen in die deutschen Kinos brachte. Mit dem Blick für technische Innovationen initiierte Björn Koll bereits 2003 ein europäisches Netzwerk für Filmkunstkinos, was diese in die Lage versetzte, Kinofilme digital vorzuführen. Für die Gründung des Projektes wurde er im selben Jahr mit dem Preis für Innovationen des Filmwesens der Beauftragten der Bundesregierung für Kultur und Medien ausgezeichnet.
Seiner Initiative ist ebenso zu verdanken, dass einige kleinere Buchverlage wie zum Beispiel Bruno Gmünder, Männerschwarm Verlag und Albino Verlag im Salzgeber Buchverlage zusammengeführt wurden. Björn Koll verlegt Bildbände und veröffentlicht Fotobücher.
Kontinuierlich ermöglicht Björn Koll die Restaurierung bedeutsamer Werke der Filmgeschichte. Zu den Wiederveröffentlichungen gehören unter anderem Taxi zum Klo (1980) von Frank Ripploh, Westler (1985) von Wieland Speck und das Frühwerk von Monika Treut (1985 bis 1999).
Im Jahr 2021 gründete er die Queere Kulturstiftung in Berlin, der er bis heute vorsteht.

## Filmverleih
Als Filmverleiher brachte Koll hunderte Filme in die deutschen Kinos. Darunter preisgekrönte Werke international bedeutender Regisseurinnen und Regisseuren wie Volker Koepp, Jean-Marie Straub und Danièle Huillet, Daniel Schmid, Helke Sander, Thomas Mitscherlich, Derek Jarman, Monika Treut, Thomas Heise, Gus Van Sant, João Pedro Rodrigues, Sébastien Lifshitz, Jan Krüger, Apichatpong Weerasethakul, Ira Sachs, Christophe Honoré, Yann Gonzalez, Eliza Hittman oder Francis Lee.

## Queere Kulturstiftung
Die Queere Kulturstiftung Berlin wird seit 2021 von Björn Koll als Stifter und Vorstand vertreten. Zum Kuratorium gehören Joachim Bartholomae, Daniel Blosat, Jürgen Pohl, Monika Treut und Christian Weber. Von der Queeren Kulturstiftung wird das Onlinemagazin Sissy unter der Leitung von Christian Weber herausgegeben. Ebenso ist das seit 2019 jährlich stattfindende Queerfilmfestival eine Veranstaltung der Kulturstiftung. Es wird von der Beauftragten der Bundesregierung für Kultur und Medien (BKM) gefördert.

## Filmografie als Regisseur und Produzent
- 1991: Bambi (Kurzfilm), Regie, Produzent
- 1991: Die tödliche Ingrid, Regie: Thomas Bader, (Kurzfilm), Produzent
- 1996: Paris was a Woman, Regie: Greta Schiller, Ko-Produzent
- 1997: Daily Chicken, Regie: Lilly Grote, Produzent
- 1999: Uferlos, Regie: Marco Mittelstaedt (Kurzfilm), Produzent
- 2000: Hartes Brot, Regie: Nathalie Percillier (Kurzfilm), Produzent
- 2003: Utes Ende: Regie Nathalie Percillier (Kurzfilm), Ko-Produzent
- 2009: Rückenwind, Regie: Jan Krüger, Produzent
- 2011: Stadt Land Fluss, Regie: Benjamin Cantu, Produzent
- 2011: Frauensee, Regie: Zoltan Paul, Ko-Produzent
- 2012: Sleepless Knights, Regie: Stefan Butzmühlen, Produzent
- 2012: Westerland, Regie: Tim Staffel, Produzent
- 2012: Unter Männern – Schwul in der DDR, Regie: Ringo Rösener und Markus Stein, Ko-Produzent
- 2014: Von Mädchen und Pferden, Regie: Monika Treut, Produzent
- 2014: You & I, Regie: Nils Boekamp, Produzent
- 2015: Lichtes Meer, Regie: Stefan Butzmühlen, Produzent
- 2015: Like Cattle Towards Glow, Regie: Dennis Cooper, Zac Farley, Ko-Produzent
- 2017: Die Wunde, Regie: Johan Trengove, Ko-Produzent
- 2017: Die Misandristinnen, Regie: Bruce La Bruce, Ko-Produzent
- 2020: Speer Goes to Hollywood, Regie: Vanessa Lapa, Ko-Produzent
- 2023: Drifter, Regie: Hannes Hirsch, Ko-Produzent

## Publikationen (Auswahl)
- mit Sibylle Kurz und Esther van Messel: Low-Budget-Filme: Marketing und Vertrieb optimieren. UVK Verlag, München und Tübingen 2006, ISBN 978-3-7445-1594-8.
- mit Jan Künemund, Christian Weber (Hrsg.): Queer Cinema Now: Die wichtigsten nicht-heteronormativen Filme aus 12 Jahren „sissy“. Salzgeber Bucherverlage, Berlin 2022, ISBN 978-3-95985-620-1.